# Haliclona tubifera
Haliclona tubifera är en svampdjursart som först beskrevs av George och Wilson 1919.  Haliclona tubifera ingår i släktet Haliclona och familjen Chalinidae.
Artens utbredningsområde är North Carolina. Inga underarter finns listade i Catalogue of Life.